# غازی‌الدین حیدرشاه
غازی‌الدین حیدرشاه (زادهٔ حدود ۱۷۶۹ - درگذشتهٔ ۱۹ اکتبر ۱۸۲۷) آخرین نواب وزیر حکومت اوده و نخستین شاه آن بود. از او بناهای بسیاری در لکهنو باقی مانده‌است امّا معروف‌ترین اثر خلق شده در زمان او کتاب هفت‌جلدی هفت قلزم است. این مجموعه شامل فرهنگ واژگان فارسی و دستور زبان آن است.